# Ivica Vlašić
Ivica Vlašić (Vareš, 1954.), slikar
Rođen 1954. u Varešu ali se već 1960. skupa s roditeljima vraća u očevo rodno mjesto Glavice kod Livna. Po završetku osnovne i srednje škole u Livnu upisuje Akademiju za likovne umjetnosti u Sarajevu gdje je diplomirao 1976. godine.
Iste godine slijedi studijsko putovanje u Pariz. Specijalizira slikarstvo kao stipendist Poljske vlade 1981. u Varšavi. Sudjeluje u likovnim kolonijama od Primoštena do Okića, Slavonskog Broda, Đurđevca, Daruvara i dr. Član je Hrvatskog društva likovnih umjetnika (HDLU) Split i član Društva Hrvatskih likovnih stvaratelja Herceg Bosne (DHLSH-B). Za svoj stvaralački rad primio je brojne nagrade i priznanja kao i zahvalnice za sudjelovanje u humanitarnim donacijama za Republiku Hrvatsku i Herceg Bosnu. 
Ivica Vlašić uvršten je 1996. u Enciklopediju hrvatske umjetnosti u izdanju Leksikografskog zavoda "Miroslav Krleža" u Zagrebu, a 1997. godine u Nacionalnu zbirku grafika Hrvatskog kluba za međunarodnu suradnju kao "Aetas aurea hrvatske grafike" sa svoje dvije grafike "Pogled na Kamešnicu" i "Primošten". 
Godine 1998. otvara privatnu galeriju "Vlašić" u T.P.C. "Forum" - Livno. Živi i radi u Livnu.